# ГАЗ-24-02
ГАЗ-24-02 «Волга» — советский легковой автомобиль второй группы среднего класса с грузопассажирским кузовом типа универсал, разработанный на базе седана ГАЗ-24. Серийно производился с 1972 по 1987 год на Горьковском автомобильном заводе.

## История
В отличие от предыдущего семейства, разработка новой модели велась с предусмотрением возможности выпуска на общей платформе ГАЗ-24 универсала и его санитарной версии. Автомобиль существенно отличался от базового седана и получил полностью аутентичные кузовные панели, начиная со средней стойки (в том числе задние двери, которые получили прямоугольные рамки стёкол для увеличения проёмов и упрощения погрузки).
В то время, пока выпуск ГАЗ-24 откладывался (разгоревшийся арабо-израильский вооружённый конфликт, в котором Советский Союз осуществлял техническую поддержку одной из сторон, вынудил Горьковский автозавод бросить все ресурсы на производство БТР-60П и грузовиков), конструкторы, не теряя времени даром, приступили к предсерийной доработке универсала. И в 1969 году уже были готовы первые ходовые образцы — они отличались от серийных ГАЗ-24-02 отсутствием дефлектора на задней части крыши.
Весной-летом 1970 года, когда осваивалось серийное производство базового седана, опытные универсалы проходили испытания, и уже в декабре 1972 года было налажено производство ГАЗ-24-02 и такси на его базе ГАЗ-24-04, а с 1975-го начался выпуск санитарного ГАЗ-24-03. Модернизировался универсал практически параллельно с основной моделью. А с 1987 года после глубокой модернизации он получил обозначение ГАЗ-24-12. В 1985—1987 годах также производились переходные варианты, сочетающие признаки ГАЗ-24-02 и ГАЗ-24-12.

## Особенности планировки салона
Грузовой отсек ГАЗ-24-02 отличался продуманной конструкцией и широкими возможностями трансформации. Передние сидения были аналогичны базовому седану, заднее — оригинальное, состояло из двух отдельных сидений, более широкого левого и небольшого правого. Оба могли быть сложены (независимо друг от друга) для размещения дополнительного груза. Кроме того, в автомобиле были дополнительные два сидения третьего ряда; таким образом, пассажировместимость автомобиля со всеми разложенными сидениями составляла 7 человек (2 спереди, 3 на заднем сидении, 2 на сидениях третьего ряда).
По комфортабельности сидения заднего ряда существенно уступали сидениям двух первых рядов седана. Обивка всех сидений, за исключением водительского, была выполнена практичным легко моющимся кожзаменителем. Зато при сложенных задних рядах сидений образовывалось просторное грузовое отделение с ровным полом (запасное колесо и набор инструмента располагались под полом и были доступны через лючок под пятой дверью).

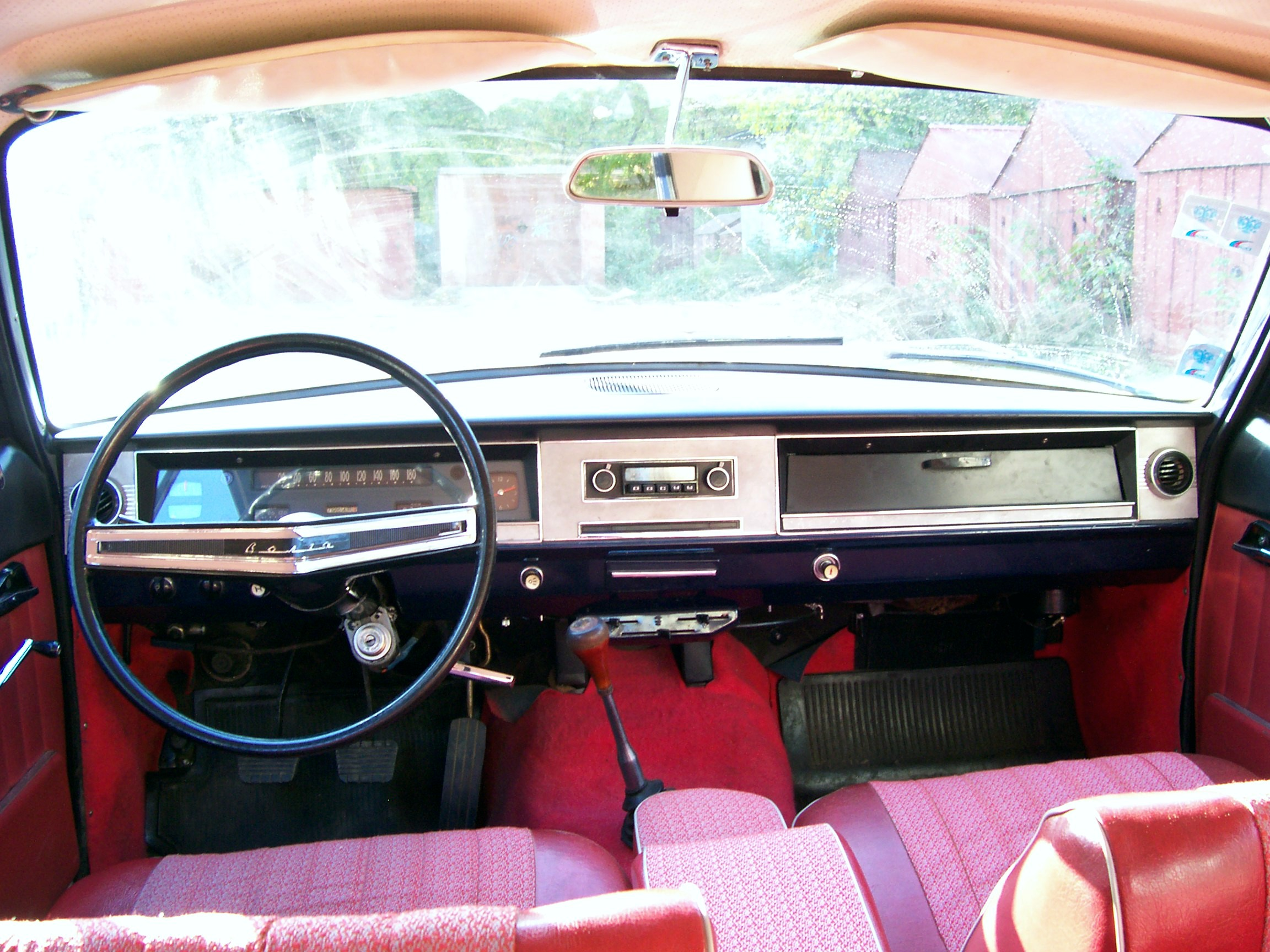
Панель приборов ГАЗ-24-02 выпуска 1972—1977 гг.

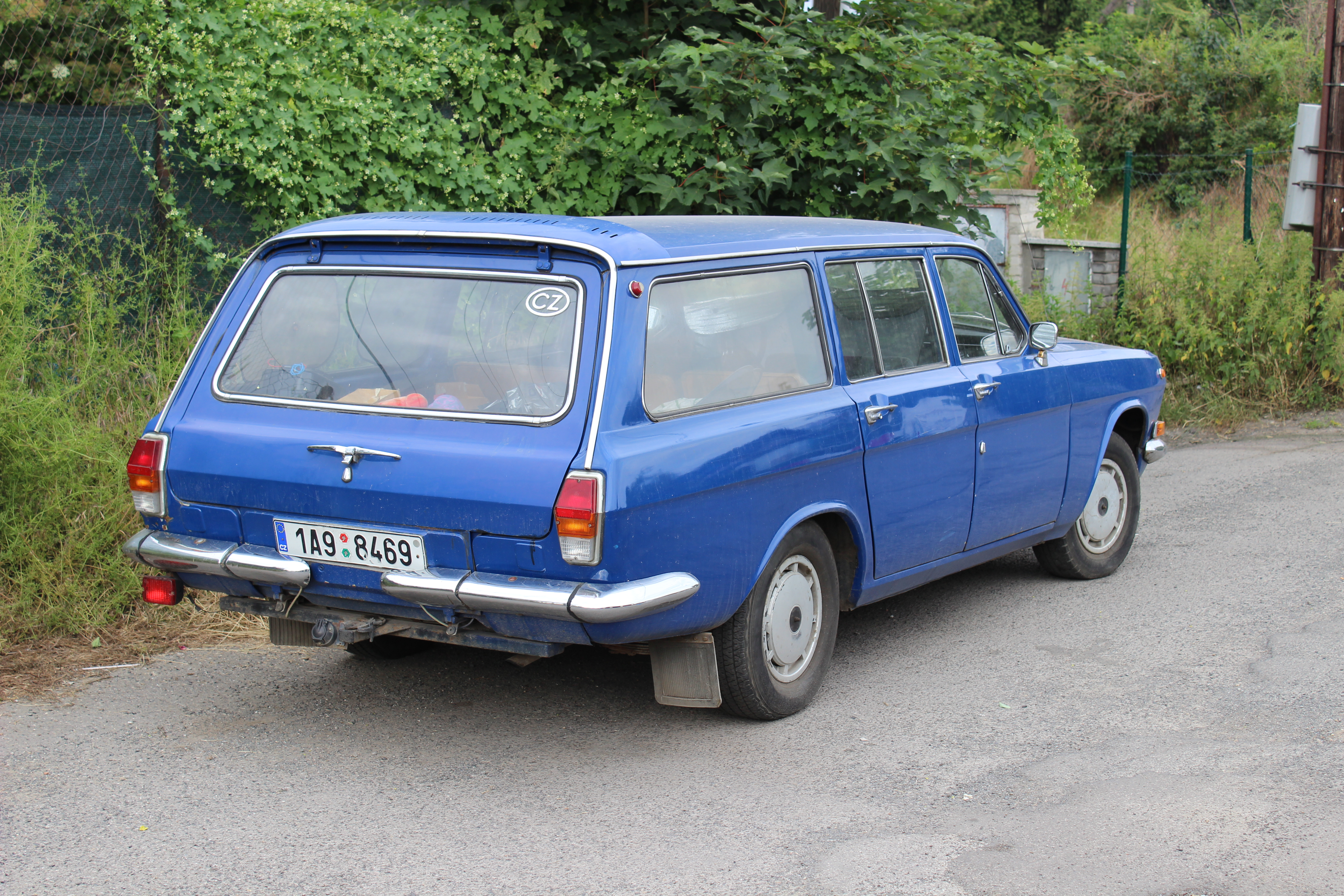
Вид сзади

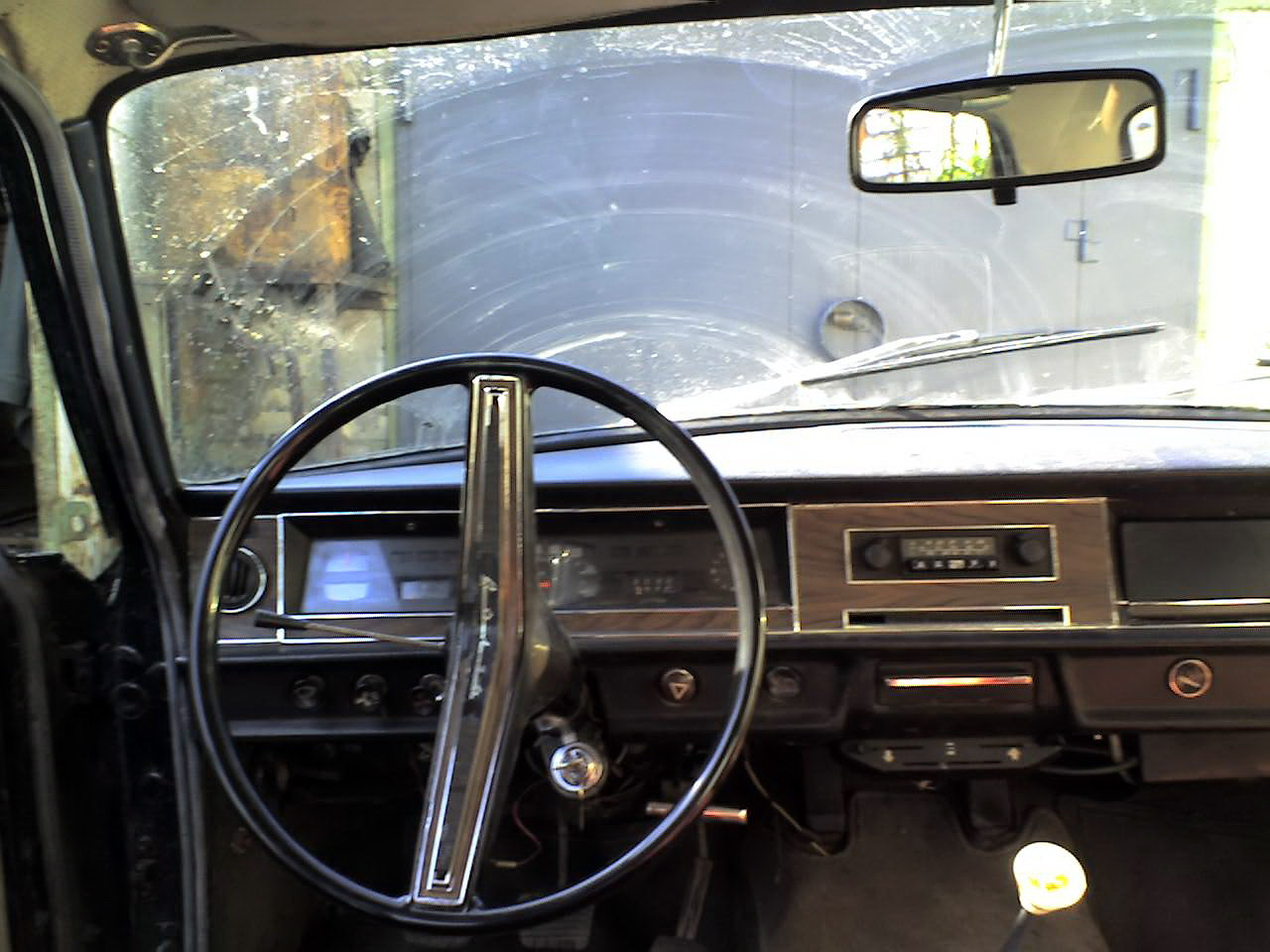
Панель приборов ГАЗ-24-02 выпуска 1977—1985 гг.

## Основные модификации

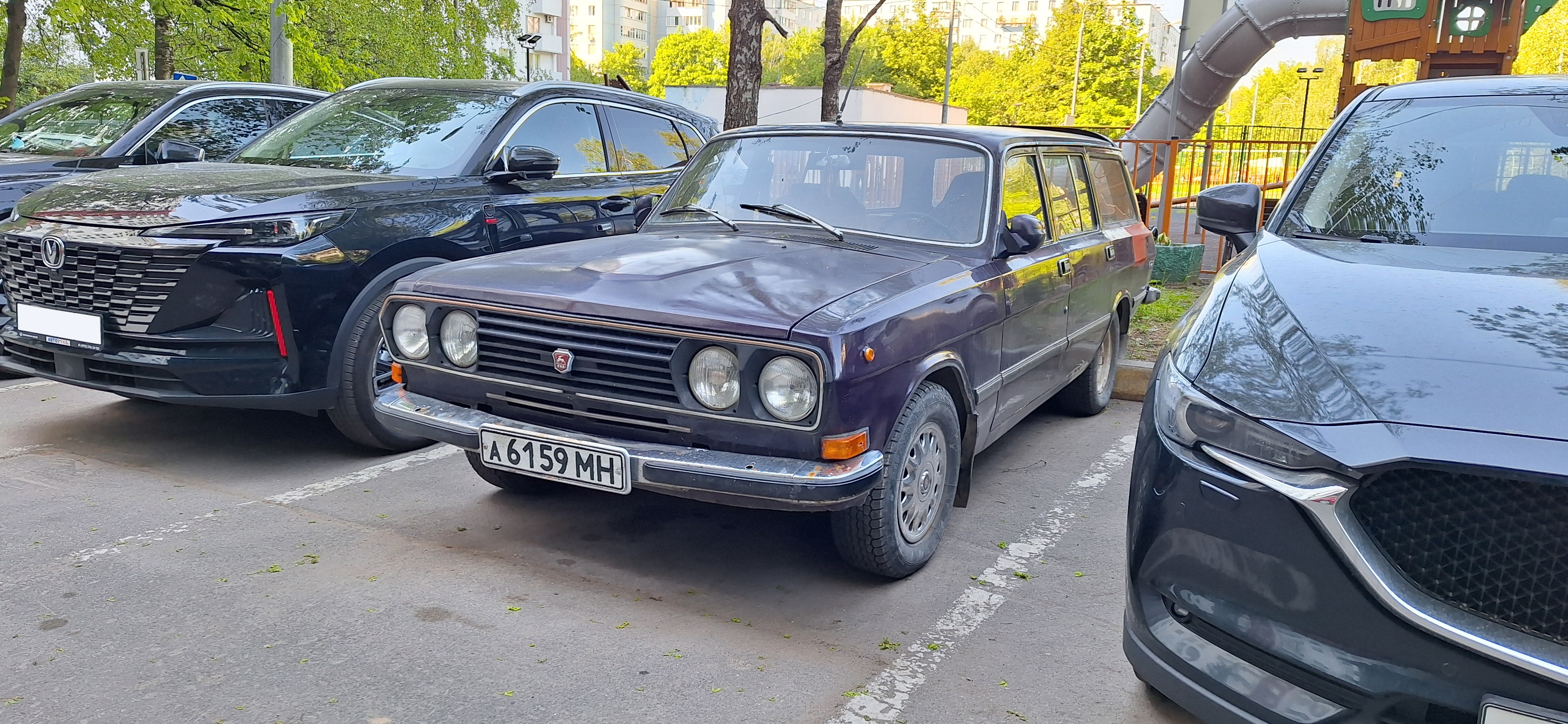
С четырьмя фарами.

- ГАЗ-24-02 — базовая грузопассажирская модель с двигателем ЗМЗ-24Д (2,45 л, 95 л. с., бензин АИ-93), отделка сидений из кожзаменителя; до 1977 года между передними сиденьями предусматривалась съёмная подушка и откидной подлокотник, что превращало передний ряд сидений в трехместный и увеличивало общую вместимость до 8 человек.[2]
- ГАЗ-24-02 «Эскорт» — мобильный пункт сопровождения самолётов для оперативного управления их движением на аэродроме, был разработан на московском опытном заводе № 408 ГА. Автомобиль оснащался радиостанциями «Пальма» и Р-860-II, проблесковым маячком и плафоном на крыше, на переднем торце которого было написано «Аэрофлот», а на заднем — «Follow me» («Следуйте за мной»); окрашивался в оранжевый цвет с красной «опушкой»[1].
- ГАЗ-24-03 (1975—1987) — карета скорой помощи для перевозки больного на носилках и двух сопровождающих медицинских работников. Оснащалась двигателем ЗМЗ-24Д (95 л. с., бензин АИ-93). Окраска в соответствии с ГОСТом: белый основной цвет кузова с красной продольной полосой по бортам и знаки красного креста, светотехнические и звуковые устройства («мигалка» синего цвета на крыше и сирена). Медицинский салон отделён от кабины перегородкой со сдвижным окошком, боковые стёкла были матовыми, левая задняя дверь заблокирована; в медицинском отсеке предусмотрено размещение направляющих для носилок и штатные места для медицинского оборудования[2].
- ГАЗ-24-04 — таксомотор, оснащался дефорсированным двигателем ЗМЗ-2401 (85 л. с., бензин А-76), таксометром, специальными световыми приборами («зелёный огонёк» и с 1980 года — оранжевый фонарь на крыше), окраской зеленовато-лимонного или серого цвета и «шашечной» разметкой на передних дверях[2].
- ГАЗ-24-77 — экспортная модификация для стран Бенилюкса под комплектацию дизелем Peugeot мощностью от 50 до 70 л. с. (позже Ford). Производилась с 1976 года фирмой-экспортёром Scaldia[2][3]. От обычной ГАЗ-24-02 отличалась литыми колёсными дисками с оригинальным рисунком и чёрной пластмассовой решёткой радиатора с надписью Volga, которую в середине 80-х годов, после модернизации, начали ставить и на базовую модель[1].
- ГАЗ-24-12 — модернизированный ГАЗ-24-02 с двигателем ЗМЗ-402 (100 л. с.)
- ГАЗ-24-13 — модернизированный ГАЗ-24-03 с двигателем ЗМЗ-402 (100 л. с.)
- ГАЗ-24-14 — модернизированный ГАЗ 24-04 с двигателем ЗМЗ-4021 (90 л. с.)